# Charlie Barnett (acteur)
Pour les articles homonymes, voir Charlie Barnett et Barnett.
Charlie Barnett  est un acteur américain né le 4 février 1988 à Sarasota en Floride. 
Il a joué un des rôles principaux dans la série télévisée Chicago Fire de 2012 à 2015,. Son personnage était Peter Mills, un jeune nouveau diplômé de l'académie qui suit une longue lignée de plusieurs générations de pompiers. Il a joué le personnage de Patrick Warner dans la saison 2 de Secrets and Lies.

## Biographie
Barnett a été élevé sur un voilier en Floride jusqu'à l'âge de sept ans. Sa mère est une ancienne mormone suédoise, et son père est un constructeur de bateaux du Minnesota. Barnett est diplômé de Booker High School.
Diplômé de la Juilliard School (classe de 2010),, il a commencé à jouer dans sa ville natale de Sarasota, en Floride, à l'âge de sept ans. Il a joué dans de nombreux opéras et comédies musicales.
Au cours de sa carrière, Barnett a vécu à New York, Los Angeles et Chicago.
Il a participé au programme d'été du Carnegie Mellon Musical Theater. Sur le grand écran, il apparaît dans Men in Black 3 aux côtés de Will Smith et Josh Brolin ainsi que dans Gayby, The Happy Sad ou encore Private Romeo, une version moderne de Roméo et Juliette. À la télévision, il a été l'invité vedette de New York, unité spéciale et de New York, section criminelle sur la NBC.

### Vie privée
Pour les besoins du tournage de la série Chicago Fire, il a vécu en colocation avec Joe Minoso (Cruz) et Yuri Sardarov (Otis). Il est ouvertement gay.

## Filmographie

### Films
- 2006 : Circus Camp : Billy Robarts
- 2011 : Private Romeo d'Alan Brown : Ken Lee / Prince Escalus
- 2012 : Gayby : Daniel
- 2012 : Men in Black 3 : Air Force MP #2
- 2013 : Happy Sad : Aaron
- 2020 : Le Beau Rôle (The Stand-In) de Jamie Babbit
- 2021 : Wild Game : Banjo
- À venir : We Are Gathered Here Today

### Séries télévisées
- 2010 : New York, unité spéciale : Chuck Mills (saison 12, épisode 9)
- 2011 : New York, section criminelle : Dr Sam Harris (épisode : Cadaver)
- 2012-2015 : Chicago Fire : Peter Mills (saison 1 à 3)
- 2013 : Apex : Tim (épisode : Pilot)
- 2014 : Chicago Police Department : Peter Mills (saison 1, épisode 10 / saison 2, épisode 4 et 13)
- 2015 : Secrets and Lies : Patrick Warner (saison 2)
- 2017 : Orange Is the New Black : Wes (saison 5, épisode 10)
- 2017 : Valor : Lieutenant Ian Porter
- 2018-2020 : Arrow : John Diggle Junior. (principal saison 8)
- 2019-2022 : Poupée russe
- 2019 : Les Chroniques de San Francisco (Tales of the City) : Ben Marshall
- 2019 : You : Gabe Miranda
- 2021 : Special : Harrison
- 2021 : Ordinary Joe  : Eric Payne
- 2024 : The Acolyte : Yord Fandar

## Distinctions

### Nominations
- 2019 : International Online Cinema Awards du meilleur acteur dans un second rôle dans une série télévisée comique pour Poupée russe (2019-2022).

### Récompenses
- L.A. Outfest 2011 : Lauréat du Grand Prix du Jury du meilleur acteur dans un drame romantique pour Private Romeo (2011) partagé avec Hale Appleman, Adam Barrie, Chris Bresky, Matt Doyle, Sean Hudock, Bobby Moreno, Seth Numrich, Alan Brown et Agathe David-Weill.